# シロ (スーパーマーケット)
株式会社シロは、かつて日本の大阪府北摂地域を中心に同名のスーパーマーケットを展開していた企業である。1968年（昭和43年）に三重県の岡田屋および兵庫県のフタギと合弁で共同仕入会社のジャスコ（初代）を設立し、現在のイオングループの源流となった企業の一つ。

## 沿革
1955年（昭和30年）8月12日に大阪府豊中市庄内で設立された飯田株式会社を源流とする。社名は創業者である井上次郎の旧姓に由来し、当初は衣類の生地小売、染色、機械販売およびアパートの賃貸を業務としていた。同年12月15日にアパートの一部を店舗へ改装し、婦人服の仕立業を始める。
1961年（昭和36年）1月、飯田が資本金を300万円に増資しアパートを廃業、庄内の店舗を衣類の小売業へ転換し「シロ」1号店としてオープンする。「シロ」の名称は「白色はすべての色の出発点であり、商売をする上で常に純真無垢な立場でお客様と接したいという気持ち」からの命名とされる。同年6月25日には庄内店の規模を20坪から350坪へ拡充し、量販店となった。1963年（昭和38年）、本部集中一括仕入れ方式を採用し本社を豊中市から吹田市へ移転、社名を飯田から「株式会社シロ」へ変更する。
1968年（昭和43年）の時点では大阪府に12店、兵庫県に1店、京都府に1店の計14店を展開していたが、同じ大阪を発祥として阪神間やシロの地盤であった北摂地域で積極的な出店攻勢を繰り広げていたダイエーの後塵を拝していたことで危機感を強める。この年に三重県の北勢地域を地盤とする岡田屋と兵庫県の西播磨地域を地盤とするフタギが将来の合併を視野に共同仕入を行う合弁会社を設立する方針で合意したことから、シロもこの提携に合流し6月10日付で3社の出資によりジャスコ（初代）を設立する。新会社の設立事務所は大阪市南区（現：中央区）に置かれた後、福島区大開のシロ野田店5階に移転した。
ジャスコ（初代）の社長には岡田屋の岡田卓也、会長にはフタギの二木一一が就任し、井上は副社長となった。ところが、井上は各チェーン統合作業の最中にあった1969年（昭和44年）4月29日に心筋梗塞で急逝してしまう。井上の没後、1970年（昭和45年）3月にまずフタギと岡田屋傘下のオカダヤチェーンおよびカワムラがジャスコ（初代）と合併したが、シロは経営不振で負債を抱えていたため「京阪ジャスコ」に社名を変更してフランチャイジーの扱いとなり、遅れて1972年（昭和47年）8月20日に広島県のやまてや（山陽ジャスコが事業継承）と合わせて岡田屋から社名変更したジャスコ（2代目）に合併された。
井上の遺族は岡田家や二木家と異なりジャスコ（2代目）の経営に関わらなかったが、その後裔となるイオンではシロを岡田屋およびフタギと共に企業の源流として認めており、社史においても創業から合併までの経過について詳述されている。
シロの店舗は2021年（令和3年）9月30日に東山二条店が閉店された事で消滅した（閉店時点ではイオンリテール運営の「イオン東山二条店」）。一方、シロの1号店であった庄内店は京阪ジャスコ運営の「ジャスコシロ庄内店」となったのち1971年（昭和46年）に閉店したが、51年後の2022年（令和4年）12月にイオンタウン豊中庄内が出店し、源流企業の1つの創業地への“再進出”を果たしている。

## 店舗
1968年（昭和43年）の時点で14店を展開していた。
大阪府
- 庄内店（本店）
- 吹田店（仕入本部併設）
- 豊中店
- 茨木店
- 門真店
- 豊中駅前店
- 高槻店
- 寝屋川店

- 瓢箪山店
- 八尾店
- 野田店 - ジャスコ（初代）の本社が入居。
- 小阪店

兵庫県
- 川西店

京都府
- 東山二条店